# Bertrand Piccard
Bertrand Piccard (* 1. březen 1958) je švýcarský psychiatr a vzduchoplavec.
Narodil se v Lausanne v kantonu Vaud. Jeho dědeček Auguste Piccard a otec, Jacques Piccard, byli vzduchoplavci a vynálezci.
Bertrand byl vždy fascinovaný letem, navázal na rodinné tradice. Nejdříve létal se závěsným kluzákem, zajímal se i o ultralehké motorizované lety, a souběžně o balony. Vytvořil četné rekordy. 1. března 1999 Piccard a Brian Jones zahájili let balonem Breitling Orbiter 3 z Château-d’Oex ve Švýcarsku. Přistáli v Egyptě po 45 755 km letu trvajícího 19 dnů, 21 hodin a 47 minut. Za tento úspěch obdržel Harmon Trophy, FAI Zlatou leteckou cenu a Charles Green Salver.
5. listopadu 2007 představil Piccard společně s André Borschbergem model letadla na solární pohon – Solar Impulse, se kterým v roce 2011 přeletěl území USA a v roce 2015 chtěl se zdokonaleným modelem obletět Zemi. Dne 23. června 2016 jako první člověk na světě přeletěl se solárně poháněným letounem Atlantik.